# Ring-Herbst-Krokus
Der Ring-Herbst-Krokus (Crocus kotschyanus) ist eine Pflanzenart aus der Gattung der Krokusse (Crocus).

## Merkmale
Der Ring-Herbst-Krokus ist ein ausdauernder Knollen-Geophyt, der Wuchshöhen von 5 bis 10 cm erreicht. Die Knollenhülle ist dünnhäutig, glatt und ohne Ringe. Die 3 bis 4 Blätter sind 3 bis 5 mm breit. Die Perigonzipfel messen 25 bis 45 × 5 bis 18 mm und sind stumpf bis zugespitzt. Der Schlund weist einen Ring aus orangegelben Flecken auf und ist nicht durchgehend gelb. Der Griffel besitzt meist 3 Äste, welche manchmal wieder geteilt sind.
Die Blütezeit reicht von September bis Oktober, selten beginnt sie schon im August.
Die Chromosomenzahl beträgt 2n = 10 oder 20.

## Vorkommen
Der Ring-Herbst-Krokus kommt in der Türkei, in Nord-West-Syrien, im Libanon und in West-Transkaukasien vor. Die Art wächst auf steinig-felsigen, kurzgrasigen Bergsteppen in Höhenlagen von 1000 bis 3250 (selten ab 550) m ü. NN. In Deutschland sind Verwilderungen aus Nordrhein-Westfalen bekannt.

## Systematik
Man kann drei Unterarten unterscheiden:
- Crocus kotschyanus subsp. cappadocicus B.Mathew: Sie kommt in der zentralen Türkei vor.[3]
- Crocus kotschyanus subsp. hakkariensis B.Mathew: Sie kommt in der südöstlichen Türkei vor.[3]
- Crocus kotschyanus subsp. kotschyanus: Sie kommt in der Türkei, in Syrien und im Libanon vor.[3]

## Nutzung
Der Ring-Herbst-Krokus wird zerstreut als Zierpflanze für Steingärten und Rabatten genutzt. Die Art ist seit spätestens 1853 in Kultur. Die Sorte 'Albus' hat weiße Blüten.